# يونيون سيتي (تينيسي)
يونيون سيتي (بالإنجليزية: Union City, Tennessee)‏ هي مدينة تقع بولاية تينيسي في وسط شرق الولايات المتحدة. تأسست عام 1854، تبلغ مساحة هذه المدينة 27.6 (كم²)، وترتفع عن سطح البحر 102 م، بلغ عدد سكانها 10895 نسمة في عام 2010 حسب إحصاء مكتب تعداد الولايات المتحدة وتصل الكثافة السكانية فيها 393.9 نسمة/كم2.

## التركيبة السكانية
حدّد مكتب تعداد الولايات المتحدة بيانات التركيبة السكانية ليونيون سيتي في تعداد الولايات المتحدة. في ما يلي، التركيبة السكانية حسب تعدادي 2000 و2010.

### تعداد عام 2000
بلغ عدد سكان يونيون سيتي 10,876 نسمة بحسب تعداد عام 2000، وبلغ عدد الأسر 4,568 أسرة وعدد العائلات 2,903 عائلة مقيمة في المدينة. في حين سجلت الكثافة السكانية 347.8 نسمة لكل كيلومتر مربع (900.8/ميل2). وبلغ عدد الوحدات السكنية 5,013 وحدة بمتوسط كثافة قدره 160.3 لكل كيلومتر مربع (415.2/ميل2).
وتوزع التركيب العرقي للمدينة بنسبة 75.44% من البيض و21.29% من الأمريكيين الأفارقة و0.22% من الأمريكيين الأصليين و0.29% من الأمريكيين ذوي الأصول الآسيوية و0.13% من سكان جزر المحيط الهادئ و1.59% من الأعراق الأخرى و1.04% من عرقين مختلطين أو أكثر و3.41% من الهسبانيون أو اللاتينيون من أي عرق.
بلغ عدد الأسر 4,568 أسرة كانت نسبة 32.9% منها لديها أطفال تحت سن الثامنة عشر تعيش معهم، وبلغت نسبة الأزواج القاطنين مع بعضهم البعض 44.6% من أصل المجموع الكلي للأسر، ونسبة 15.1% من الأسر كان لديها معيلات من الإناث دون وجود شريك، بينما كانت نسبة 3.8% من الأسر لديها معيلون من الذكور دون وجود شريكة وكانت نسبة 36.4% من غير العائلات. تألفت نسبة 32.7% من أصل جميع الأسر من عدة أفراد يعيشون في نفس المنزل ونسبة 15.1% كانت تتألف من شخص يعيش بمفرده يبلغ من العمر 65 عاماً أو أكثر. وبلغ متوسط حجم الأسرة المعيشية 2.30، أما متوسط حجم العائلات فبلغ 2.89.
بلغ العمر الوسطي للسكان 37.8 عاماً. وكانت نسبة 23.5% من القاطنين تحت سن الثامنة عشر، وكانت نسبة 9.4% بين الثامنة عشر والرابعة والعشرين عاماً، ونسبة 26.2% كانت واقعةً في الفئة العمرية ما بين الخامسة والعشرين والرابعة والأربعين عاماً، ونسبة 22.2% كانت ما بين الخامسة والأربعين والرابعة والستين، ونسبة 15.1% كانت ضمن فئة الخامسة والستين عاماً فما فوق. يوجد لكل 100 أنثى 88.5 ذكر، ويوجد لكل 100 أنثى في الثامنة عشر من عمرها فما فوق 82.1 ذكر.
بلغ متوسط دخل الأسرة في المدينة 29,399 دولارًا، أما متوسط دخل العائلة فبلغ 40,737 دولارًا. وكان متوسط دخل الذكور 35,801 دولارًا مقابل 19,694 دولارًا للإناث. وسجل دخل الفرد الخاص بالمدينة 18,787 دولارًا. وكانت نسبة 12.5% من العائلات ونسبة 16.8% من السكان تحت خط الفقر، وكان من هؤلاء نسبة 26.9% تحت سن الثامنة عشر ونسبة 14.6% في الخامسة والستين من العمر وما فوق.

### تعداد عام 2010
بلغ عدد سكان يونيون سيتي 10,895 نسمة بحسب تعداد عام 2010، وبلغ عدد الأسر 4,627 أسرة وعدد العائلات 2,848 عائلة مقيمة في المدينة. في حين سجلت الكثافة السكانية 348.4 نسمة لكل كيلومتر مربع (902.4/ميل2). وبلغ عدد الوحدات السكنية 5,095 وحدة بمتوسط كثافة قدره 162.9 لكل كيلومتر مربع (421.9/ميل2).
وتوزع التركيب العرقي للمدينة بنسبة 71.12% من البيض و23.71% من الأمريكيين الأفارقة و0.17% من الأمريكيين الأصليين و0.40% من الأمريكيين ذوي الأصول الآسيوية و0.06% من سكان جزر المحيط الهادئ و2.86% من الأعراق الأخرى و1.69% من عرقين مختلطين أو أكثر و5.17% من الهسبانيون أو اللاتينيون من أي عرق.
بلغ عدد الأسر 4,627 أسرة كانت نسبة 30.5% منها لديها أطفال تحت سن الثامنة عشر تعيش معهم، وبلغت نسبة الأزواج القاطنين مع بعضهم البعض 40.3% من أصل المجموع الكلي للأسر، ونسبة 16.9% من الأسر كان لديها معيلات من الإناث دون وجود شريك، بينما كانت نسبة 4.3% من الأسر لديها معيلون من الذكور دون وجود شريكة وكانت نسبة 38.4% من غير العائلات. تألفت نسبة 33.7% من أصل جميع الأسر من عدة أفراد يعيشون في نفس المنزل ونسبة 13.5% كانت تتألف من شخص يعيش بمفرده يبلغ من العمر 65 عاماً أو أكثر. وبلغ متوسط حجم الأسرة المعيشية 2.27، أما متوسط حجم العائلات فبلغ 2.90.
بلغ العمر الوسطي للسكان 39.3 عاماً. وكانت نسبة 23.4% من القاطنين تحت سن الثامنة عشر، وكانت نسبة 8.3% بين الثامنة عشر والرابعة والعشرين عاماً، ونسبة 25.6% كانت واقعةً في الفئة العمرية ما بين الخامسة والعشرين والرابعة والأربعين عاماً، ونسبة 25.8% كانت ما بين الخامسة والأربعين والرابعة والستين، ونسبة 16.9% كانت ضمن فئة الخامسة والستين عاماً فما فوق. وتوزع التركيب الجنسي للسكان بنسبة 46.2% ذكور و53.8% إناث.

## أعلام
- يوجين رايس
- رايس الكسندر بيرس
- ستيف فينلي
- جينيفر بي. كوفمان
- جون روبنسون
- كوكو بي. وير

## وصلات خارجية
- www.unioncitytn.gov
- The US50 - Cities and Towns in Tennessee State